# Xubuntu
Xubuntu（ズブントゥ）とは、Ubuntu コミュニティーから公式に派生した Linuxディストリビューションである。
デスクトップ環境には Xfce を採用する。

## 概要
比較的動作は軽く、派生ディストリビューションの中では長期サポート(LTS)版も含まれる数少ない存在である。軽量化の方向性としてはLubuntuやLinux Mintなどと競合している。
日本では大阪府交野市で、サポート期間が終了したWindows 2000搭載パソコンでも動作する軽量な代替OSとして採用されている。

## 歴史

初期のXubuntuのロゴ

Xubuntuは、当初Ubuntu 5.10（Breezy Badger）と同じタイミングでリリースされることを意図していた。しかしながら、このリリースの時点までには作業が完了しなかった。その後、最初のXubuntuのリリースは、Jani Monosesに主導され、Ubuntu 6.06（Dapper Drake）ラインの一部として、KubuntuとEdubuntuとともに、2006年6月1日にリリースされている。

### パフォーマンス
Xfceデスクトップ環境は、UbuntuのデフォルトのGNOMEよりも、より少ないシステムリソースで動作することを意図されている。2010年9月の時点でXubuntu開発者は、Xubuntuの最小限なRAMの必要量は128MBであるとし、256MBのRAMが強く推奨されるとしていた。

## リリース

### Xubuntu 6.06 LTS

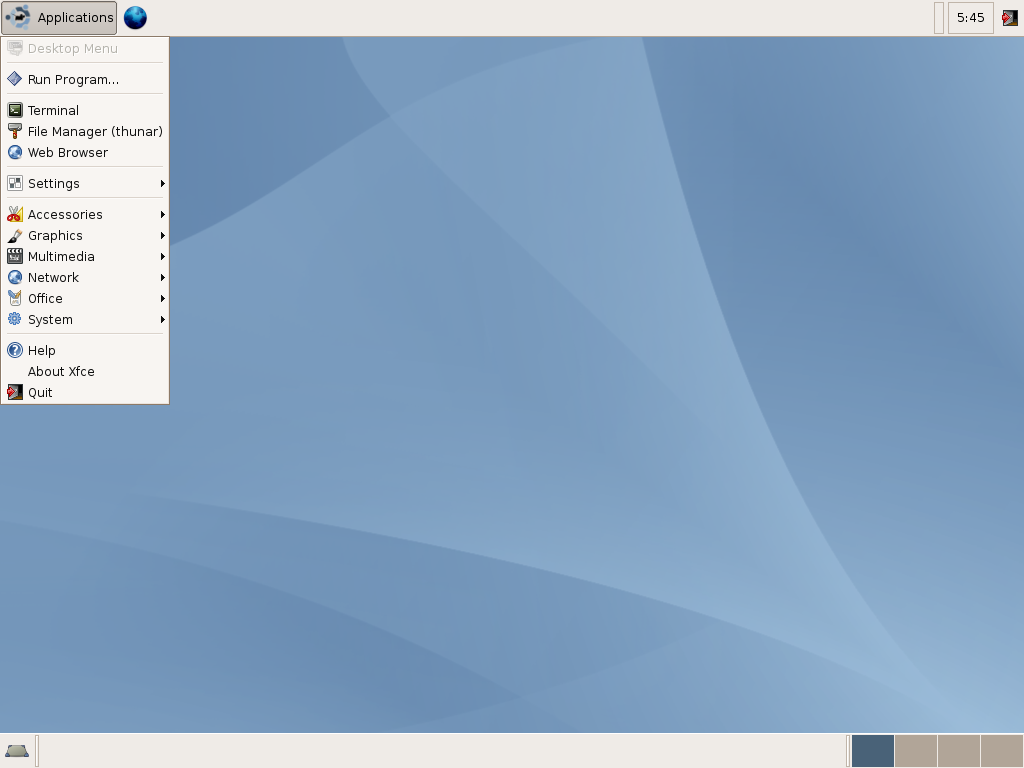
Xubuntu 6.06 LTS Dapper Drake

最初のXubuntuの公式で独自のリリースは、6.06（LTS）で、これは2006年6月1日に利用可能となった。このバージョンは、Linuxカーネル 2.6.15.7とXfce 4.4 beta 1を用いており、Thunar、GDM、Abiwordなどのアプリケーションを含んでいる。

### Xubuntu 6.10

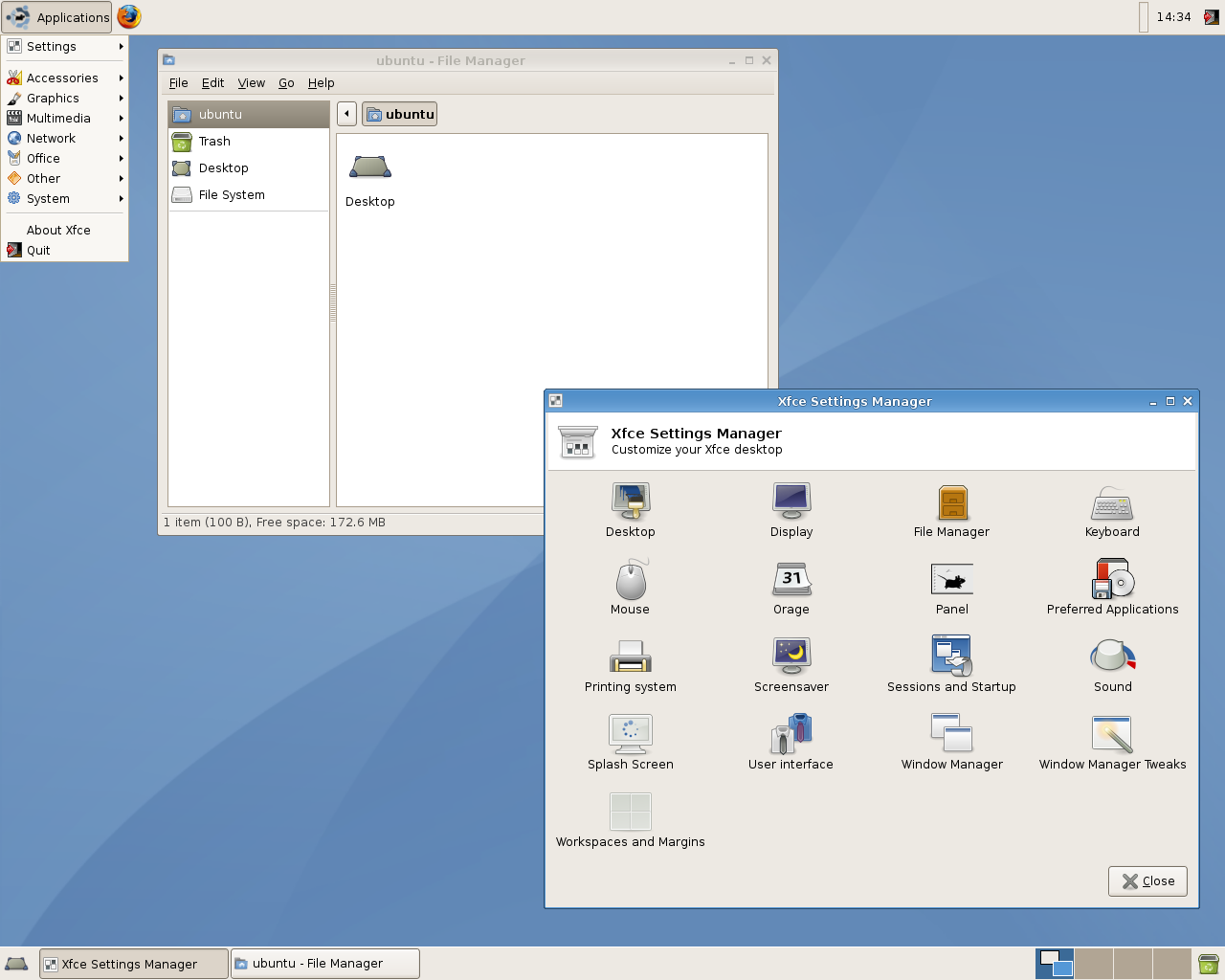
Xubuntu 6.10 Edgy Eft

Xubuntu 6.10は2006年10月26日にリリースされた。このリリースでは、Xfce 4.4 beta 2が用いられており、Upstartも含まれている。また、このリリースはデザインされ直した各種テーマを含んでおり、64MBのRAMで動作する（128MBのRAMが強く推奨されている）。

### Xubuntu 7.04

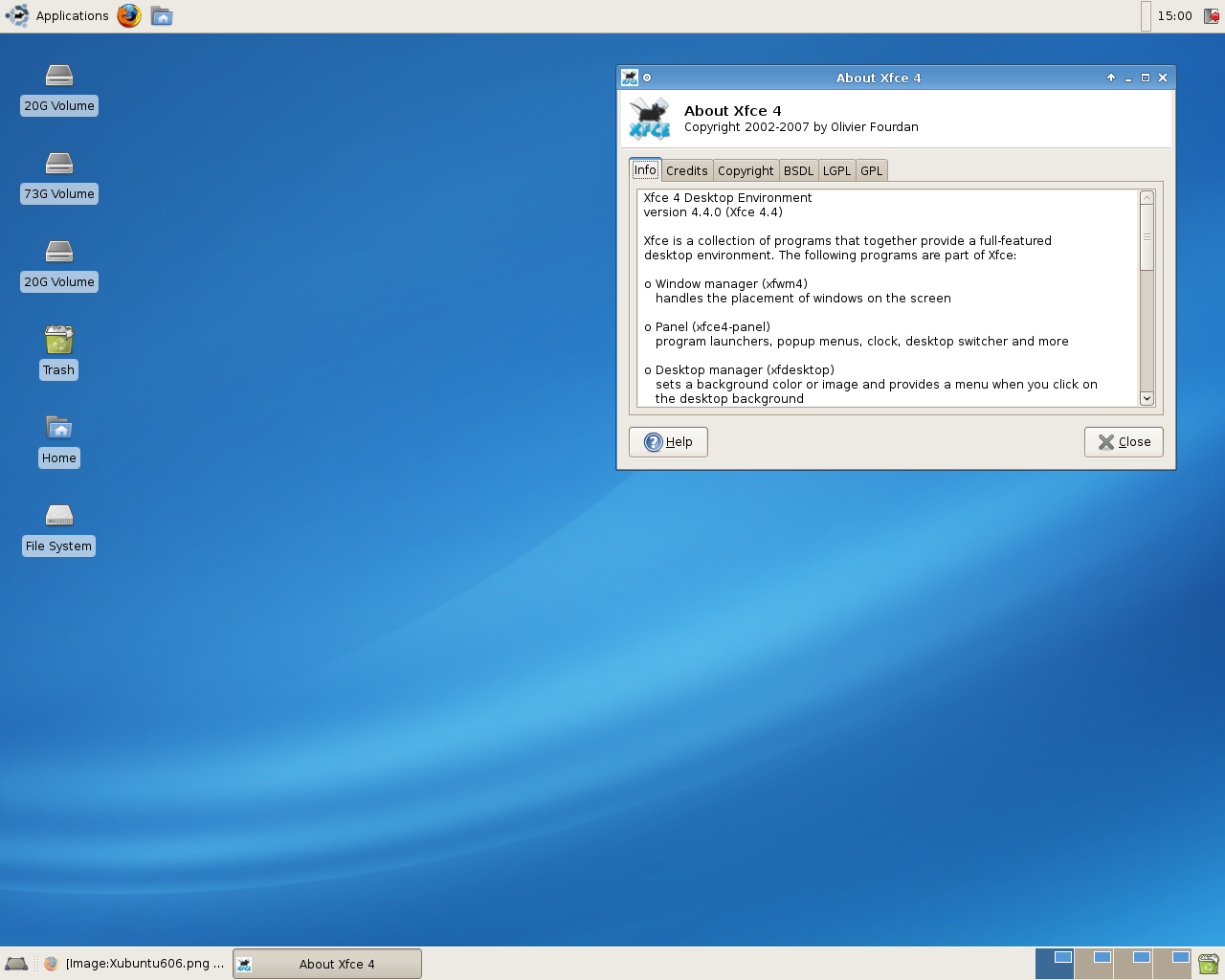
Xubuntu 7.04 Feisty Fawn

Xubuntu 7.04は2007年4月19日にリリースされた。このバージョンはXfce 4.4を用いている。

### Xubuntu 7.10

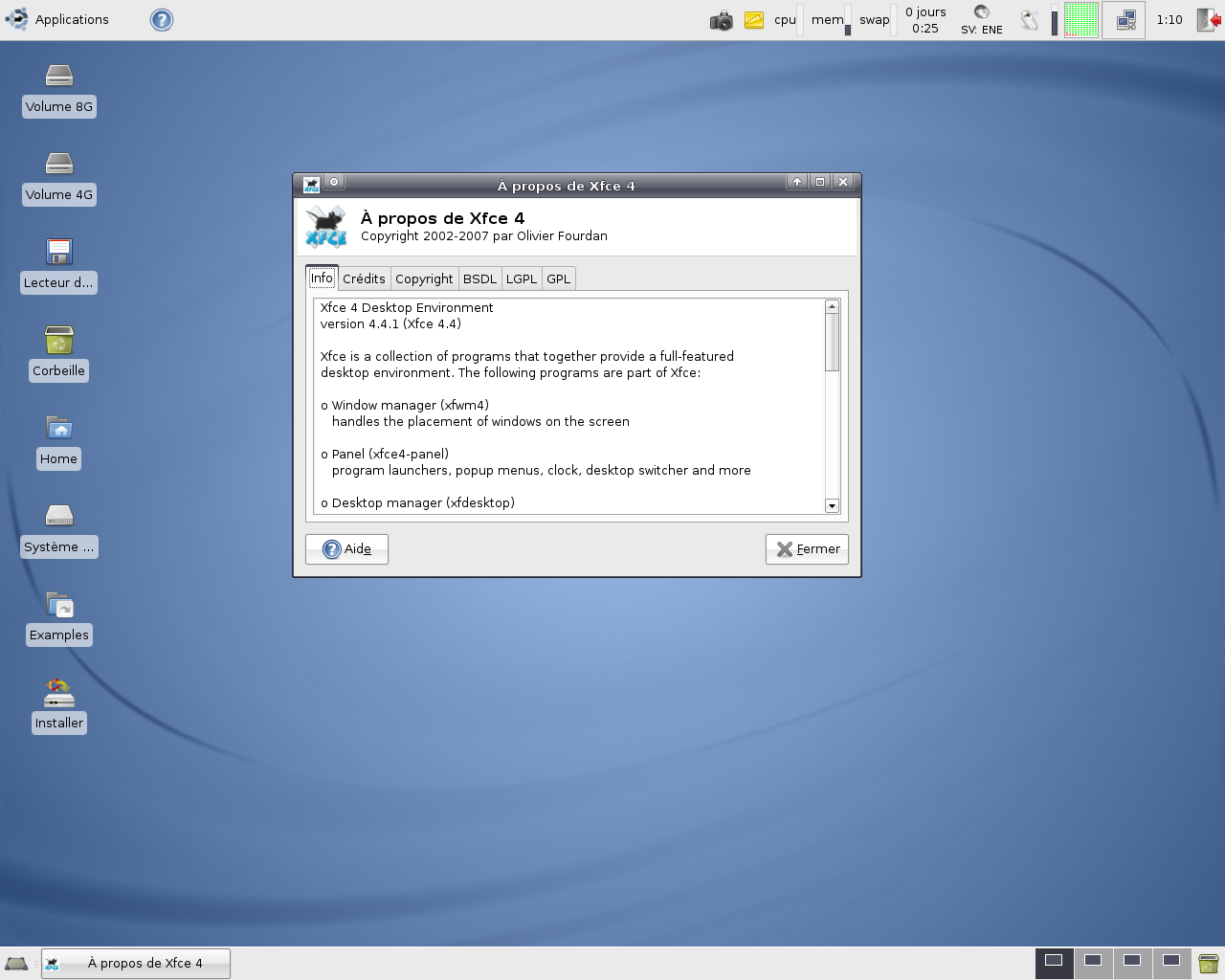
Xubuntu 7.10 Gutsy Gibbon

Xubuntu 7.10は2007年10月18日にリリースされた。このリリースは更新された翻訳を含み、MurrinaStormCloudと呼ばれるMurrine Engineを使った新しいテーマが含まれる。

### Xubuntu 8.04 LTS

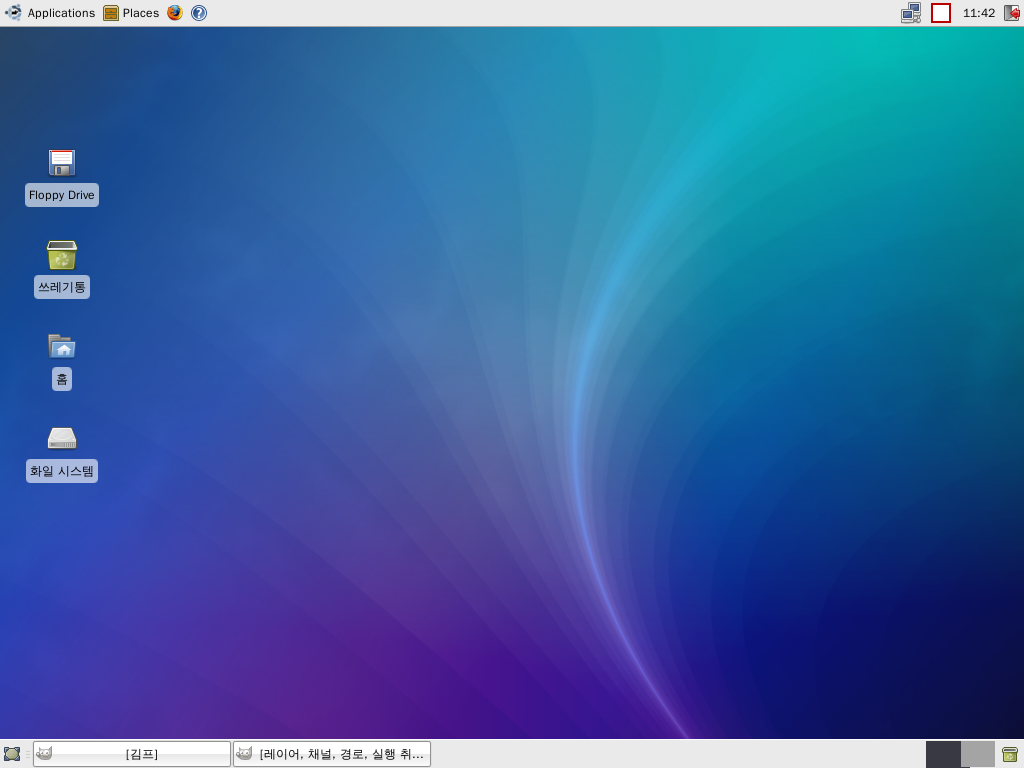
Xubuntu 8.04 Hardy Heron

Xubuntu 8.04はLTS版で、2008年4月24日にリリースされた。このリリースでは、Xfce 4.4.2が用いられ、PolicyKitが導入されたほか、PulseAudio、新しい印刷マネージャ、Wubiなども導入されている。

### Xubuntu 8.10

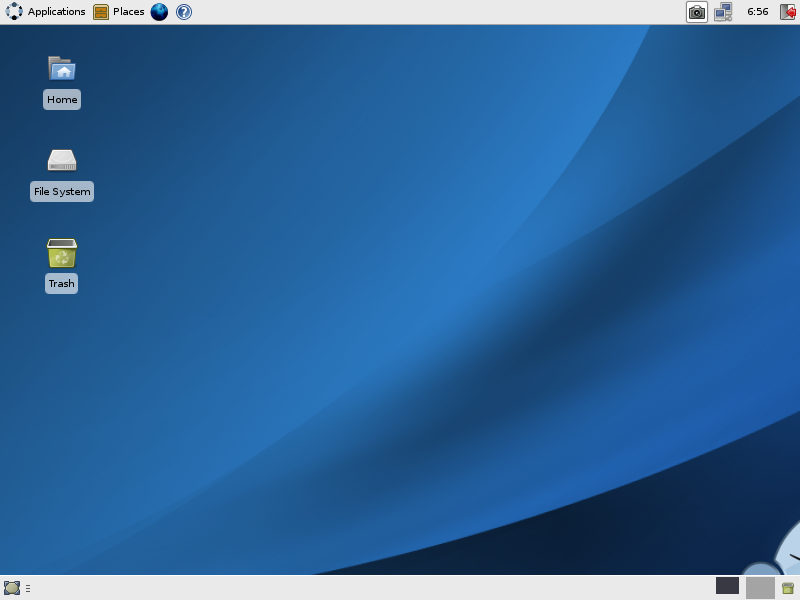
Xubuntu 8.10 Intrepid Ibex

Xubuntu 8.10は2008年10月30日にリリースされた。このバージョンのXubuntuは新しいAbiwordのバージョン（バージョン 2.6.4）が用いられており、TotemメディアプレーヤーやCatfishデスクトップ検索アプリケーションなどが含まれている。

### Xubuntu 9.04

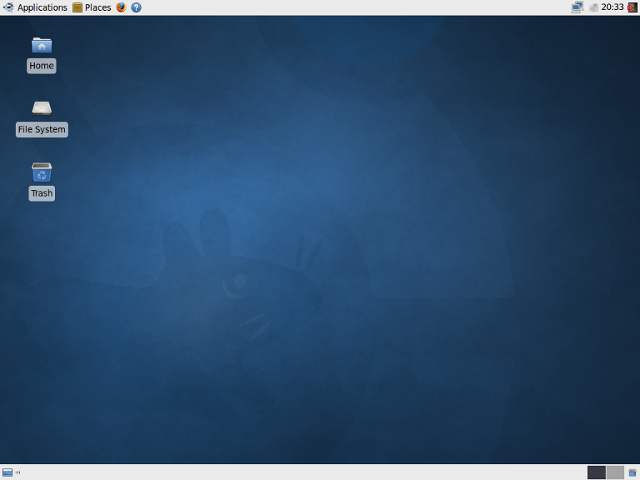
Xubuntu 9.04 Jaunty Jackalope

Xubuntu 9.04は、2009年4月23日にリリースされた。このリリースでは、起動時間の高速化が図られている。また、Xfce 4.6を用いており、新たな設定マネージャやXconf設定システム、リモートファイルにアクセスするためのGigoloアプリケーションなどが含まれている。

### Xubuntu 9.10

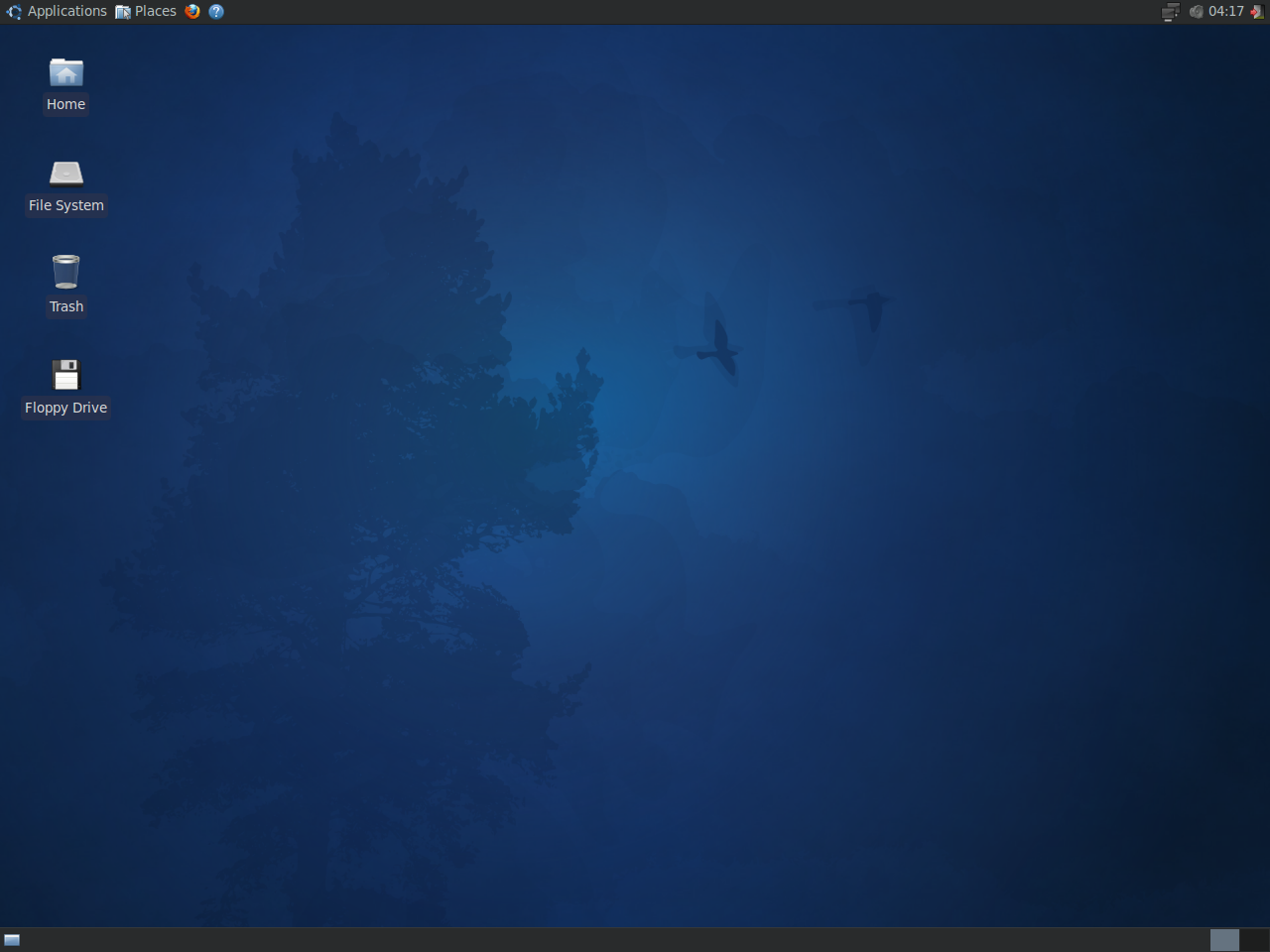
Xubuntu 9.10 Karmic Koala

Xubuntu 9.10は、2009年10月29日にリリースされた。このバージョンは、Xfce 4.6.1を用いており、GRUB 2を使うとともに、ext4がデフォルトのファイルシステムとして採用されている。また、Exaile音楽プレーヤーが含まれている。

### Xubuntu 10.04 LTS

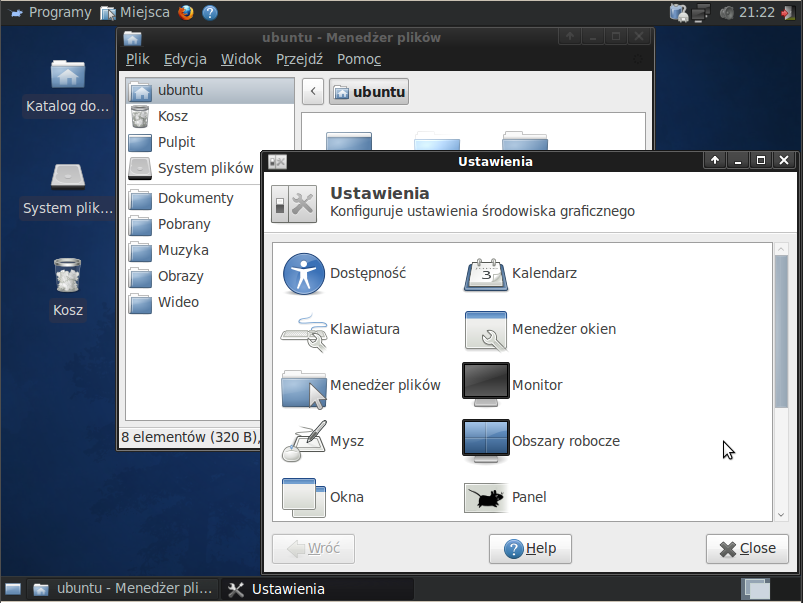
Xubuntu 10.04 LTS Lucid Lynx

Xubuntu 10.04はLTS版で、2010年4月29日にリリースされた。このリリースではXsaneがSimple Scanに置き換えられ、Ubuntuソフトウェアセンターが組み込まれた。また、デフォルトのテーマとしてShimmerチームによりデザインされた、更新されたバージョンのAlbatrossテーマが用いられている。

### Xubuntu 10.10

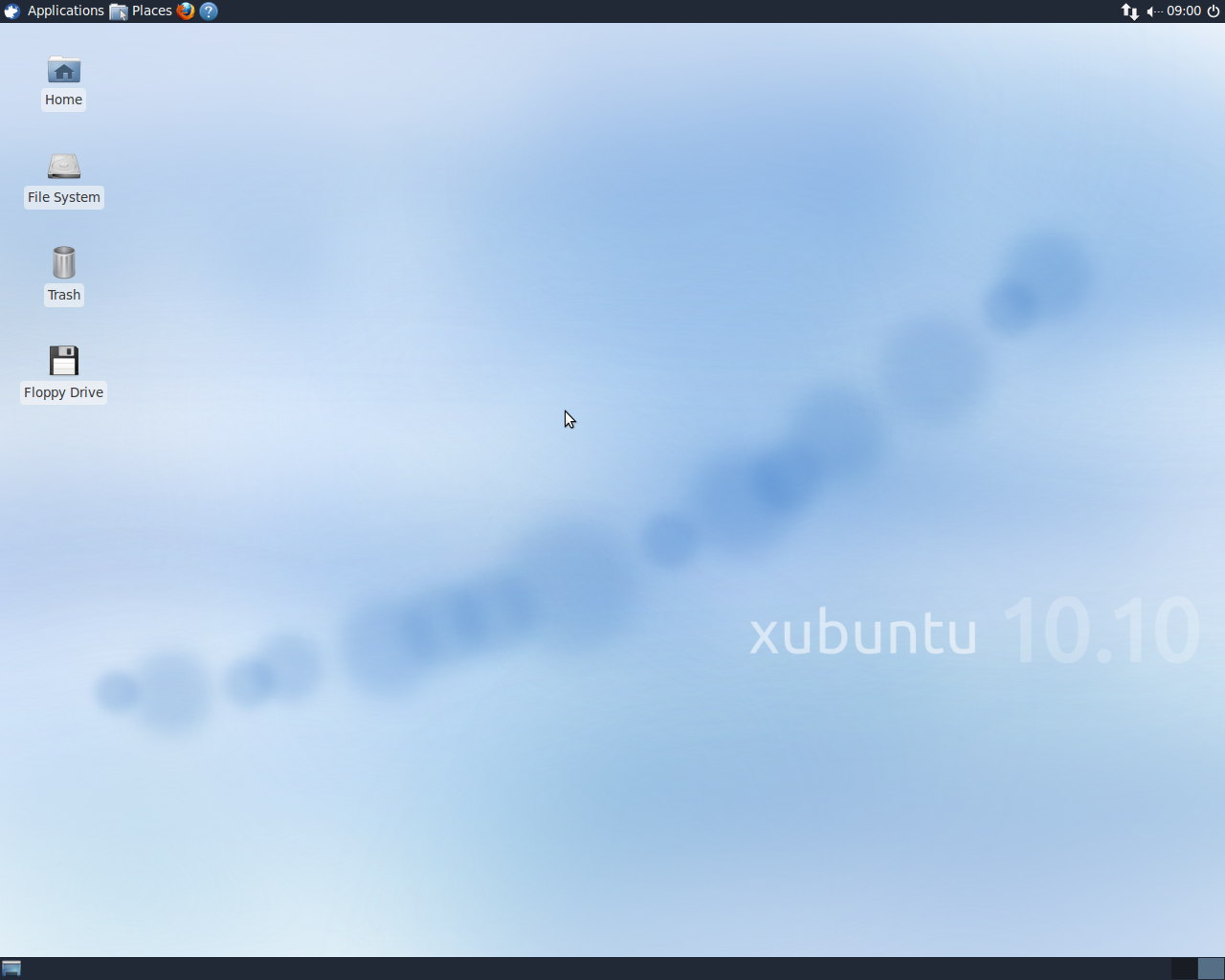
Xubuntu 10.10 Maverick Meerkat

Xubuntu 10.10は、2010年10月10日にリリースされた。このリリースにはXfburnアプリ、Xfce4-taskmanagerアプリ、メディアプレーヤーのParoleなどが含まれている。この変更によってメモリのフットプリントがより小さくなっている。また、ShimmerチームによるBluebirdテーマが新たに導入されている。

### Xubuntu 11.04

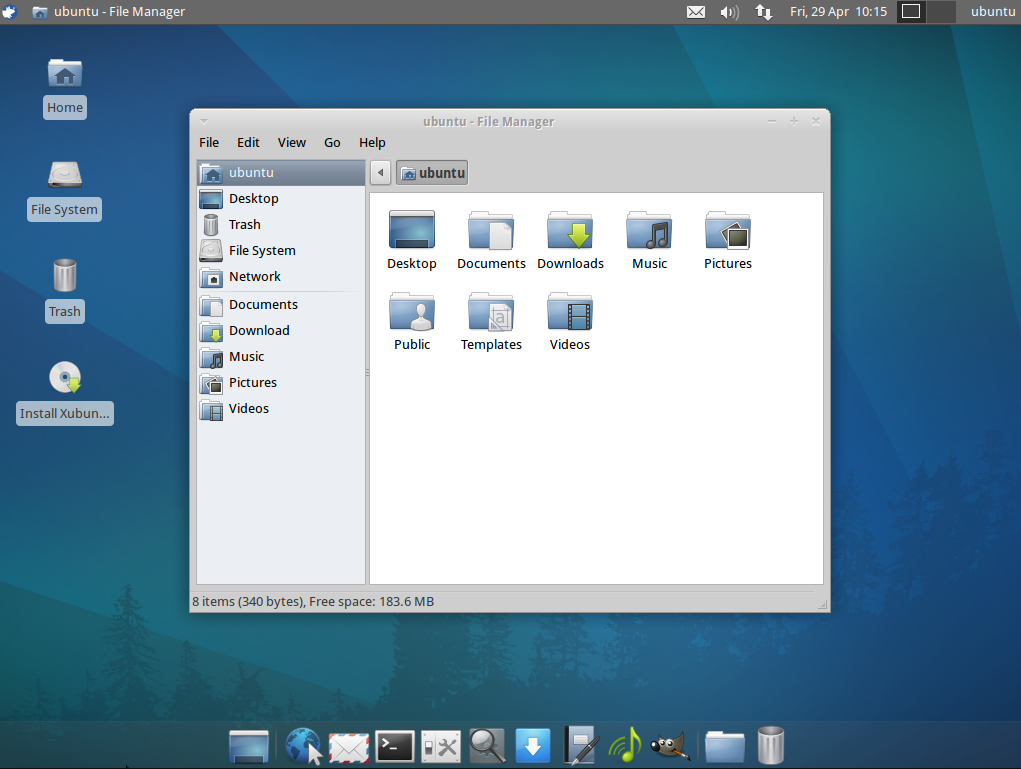
Xubuntu 11.04 Natty Narwhal

Xubuntu 11.04は、2011年4月28日にリリースされた。このバージョンはXfce 4.8を用いており、メニューエディタを用いて編集可能なメニューが導入されている。また、このリリースではElementary Xubuntuアイコンテーマが導入され、Droid fontがデフォルトのフォントになっている。

### Xubuntu 11.10

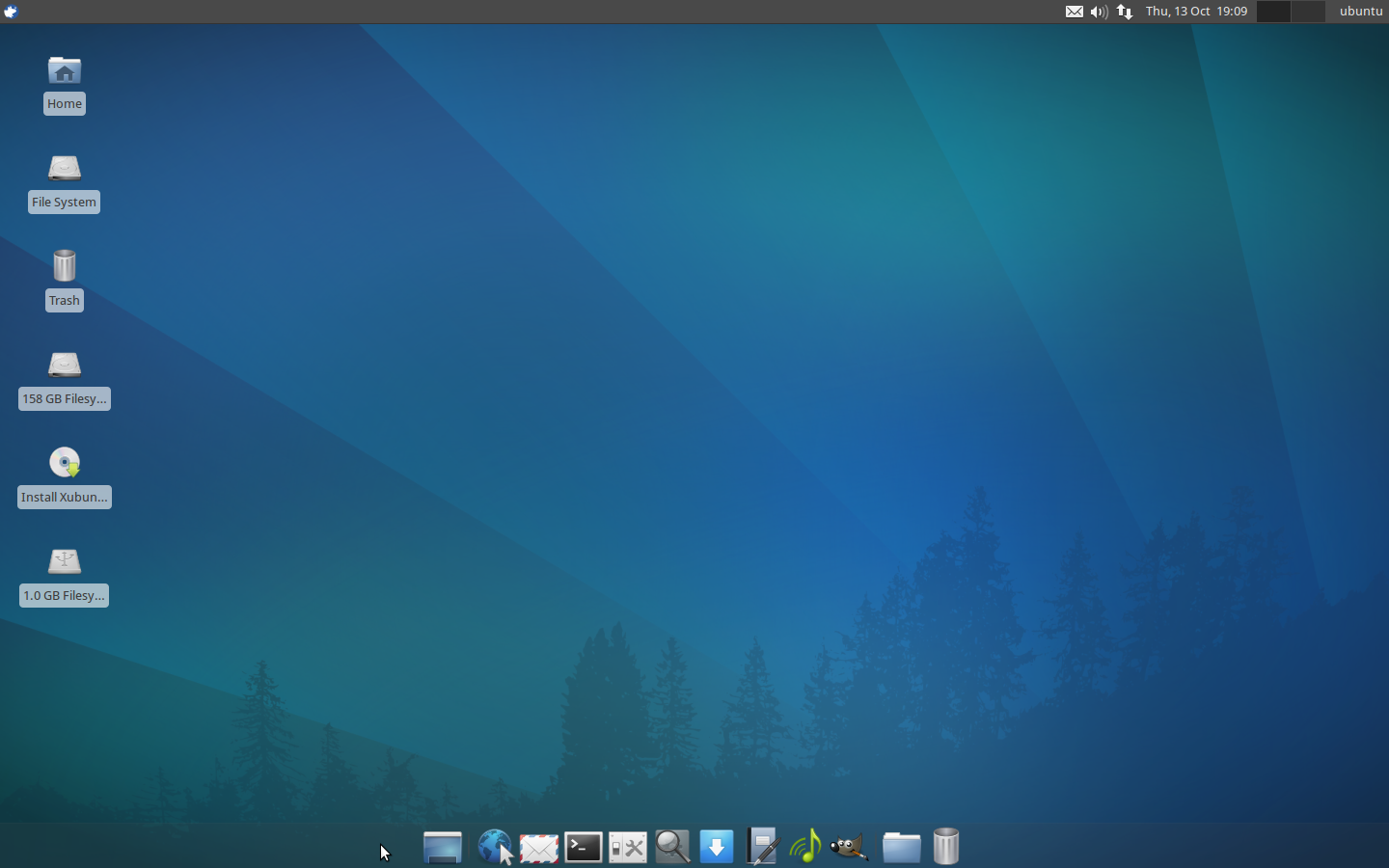
Xubuntu 11.10 Oneiric Ocelot

Xubuntu 11.10は、2011年10月13日にリリースされた。このリリースでは、gThumbが新たな画像ビューアとして導入され、LightDMがログインマネージャとして用いられるようになった。

### Xubuntu 12.04 LTS
Xubuntu 12.04はLTS版で、2012年4月26日にリリースされた。このリリースは、新たなロゴや壁紙を含み、Ubiquity、Plymouth、LightDM、ターミナルなどのテーマにも変更が加えられている。

### Xubuntu 12.10

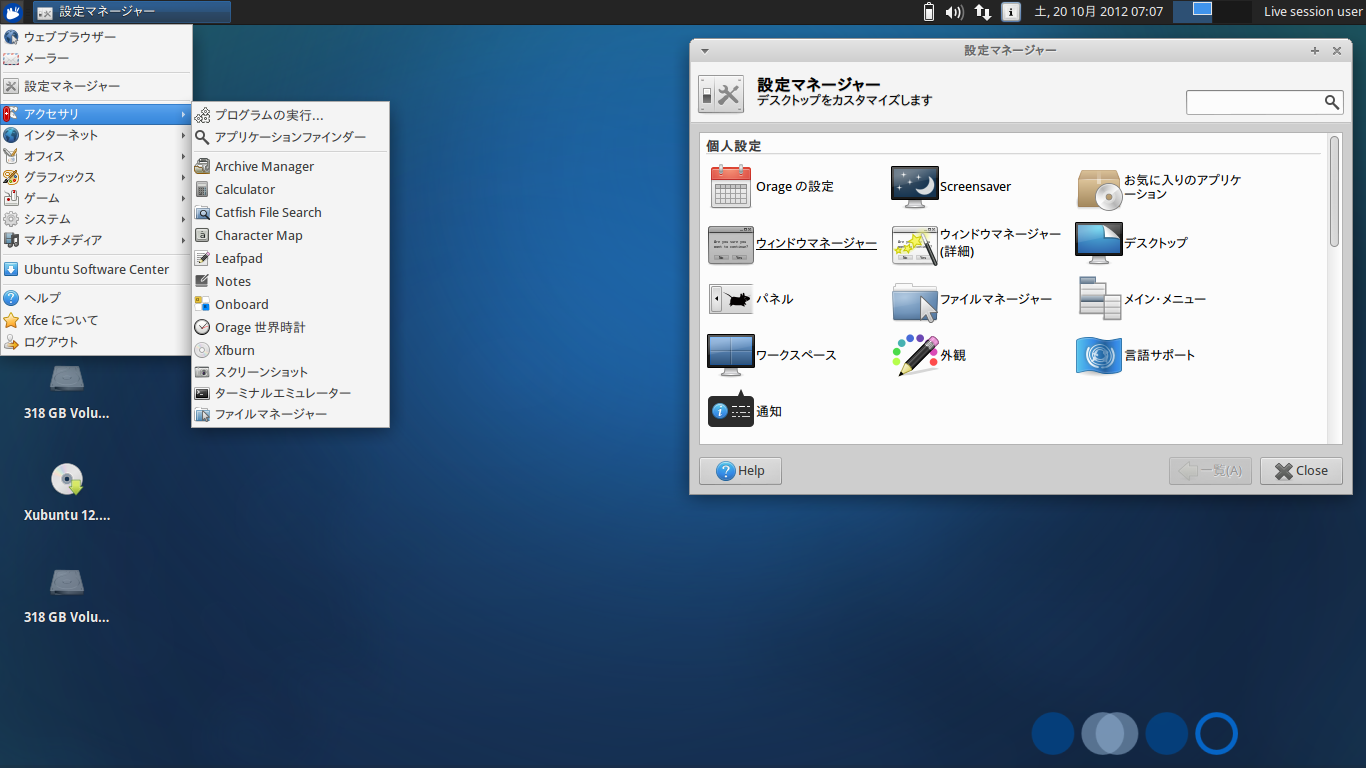
Xubuntu 12.10 Quantal Quetzal

Xubuntu 12.10は、2012年10月18日にリリースされ、Xfce 4.10が導入された。このリリースから、PAEのサポートされるハードウェアが32ビットシステムでは要求されている。

### Xubuntu 13.04

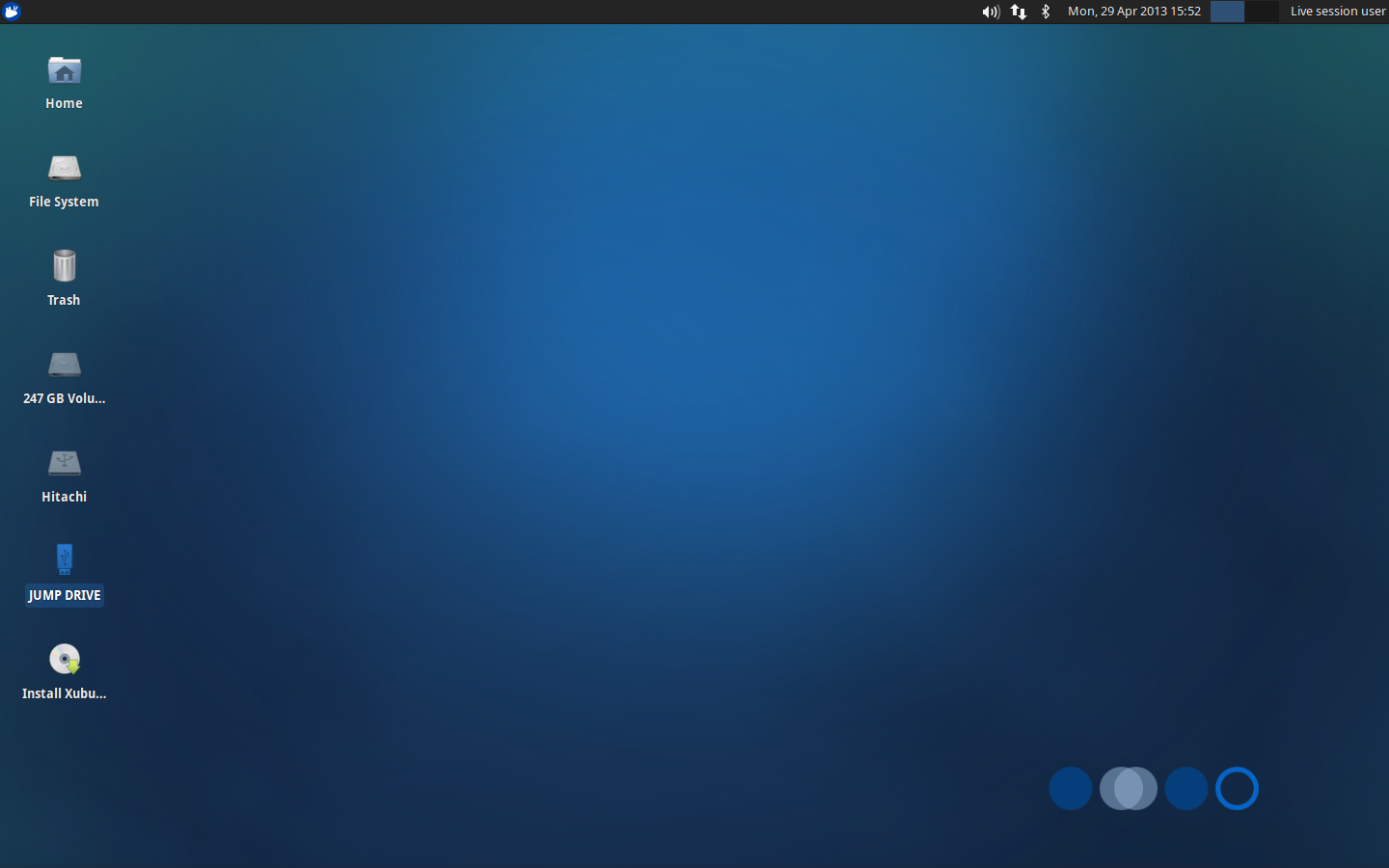
Xubuntu 13.04 Raring Ringtail

Xubuntu 13.04は、2013年4月25日にリリースされた。このリリースでは、GIMPとGnumericが再び含まれるようになっている。

### Xubuntu 13.10

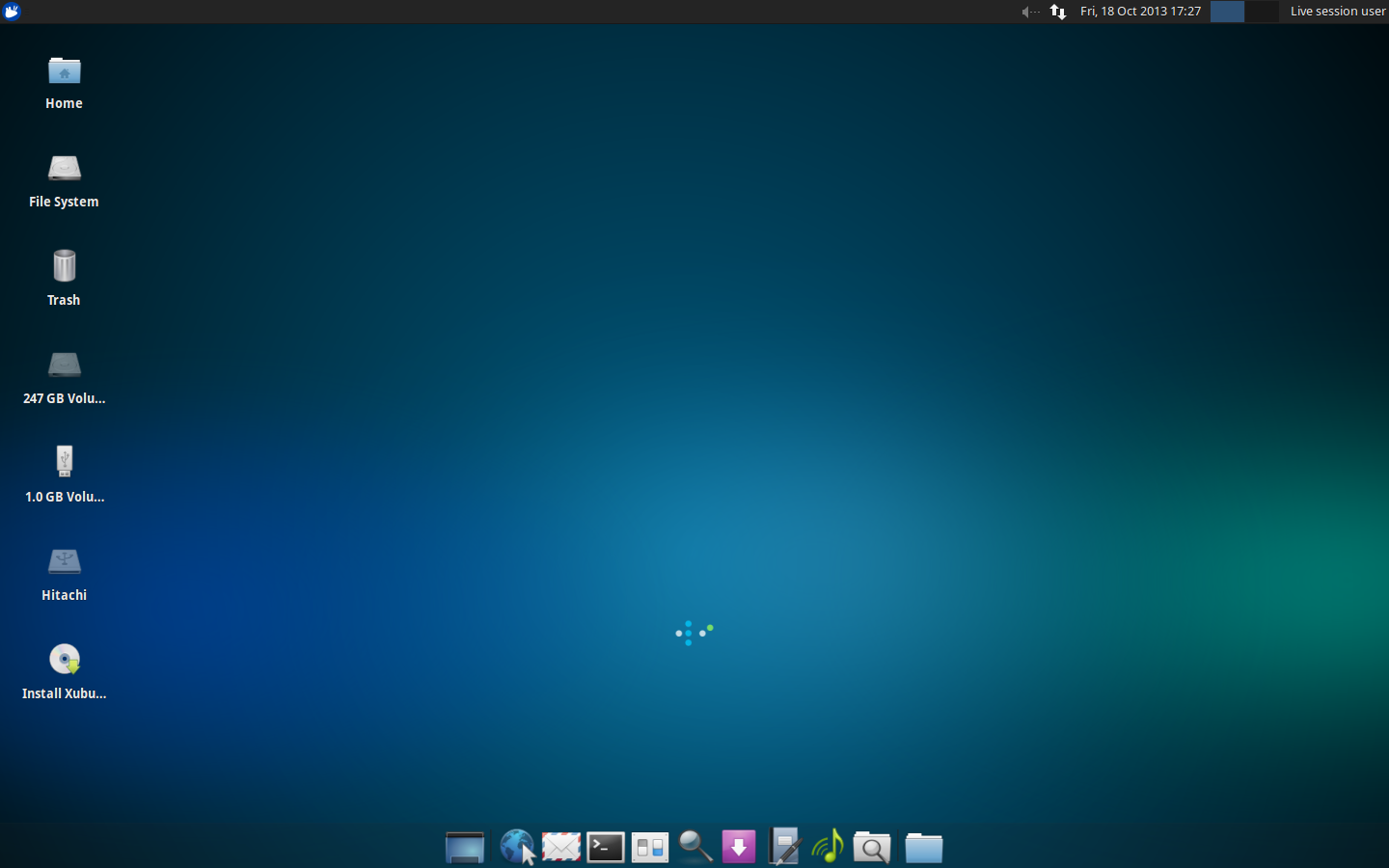
Xubuntu 13.10 Saucy Salamander

Xubuntu 13.10は、2013年10月17日にリリースされた。このリリースは、新たなバージョンの設定マネージャを含み、ドキュメンテーションの更新もなされている。

### Xubuntu 14.04 LTS

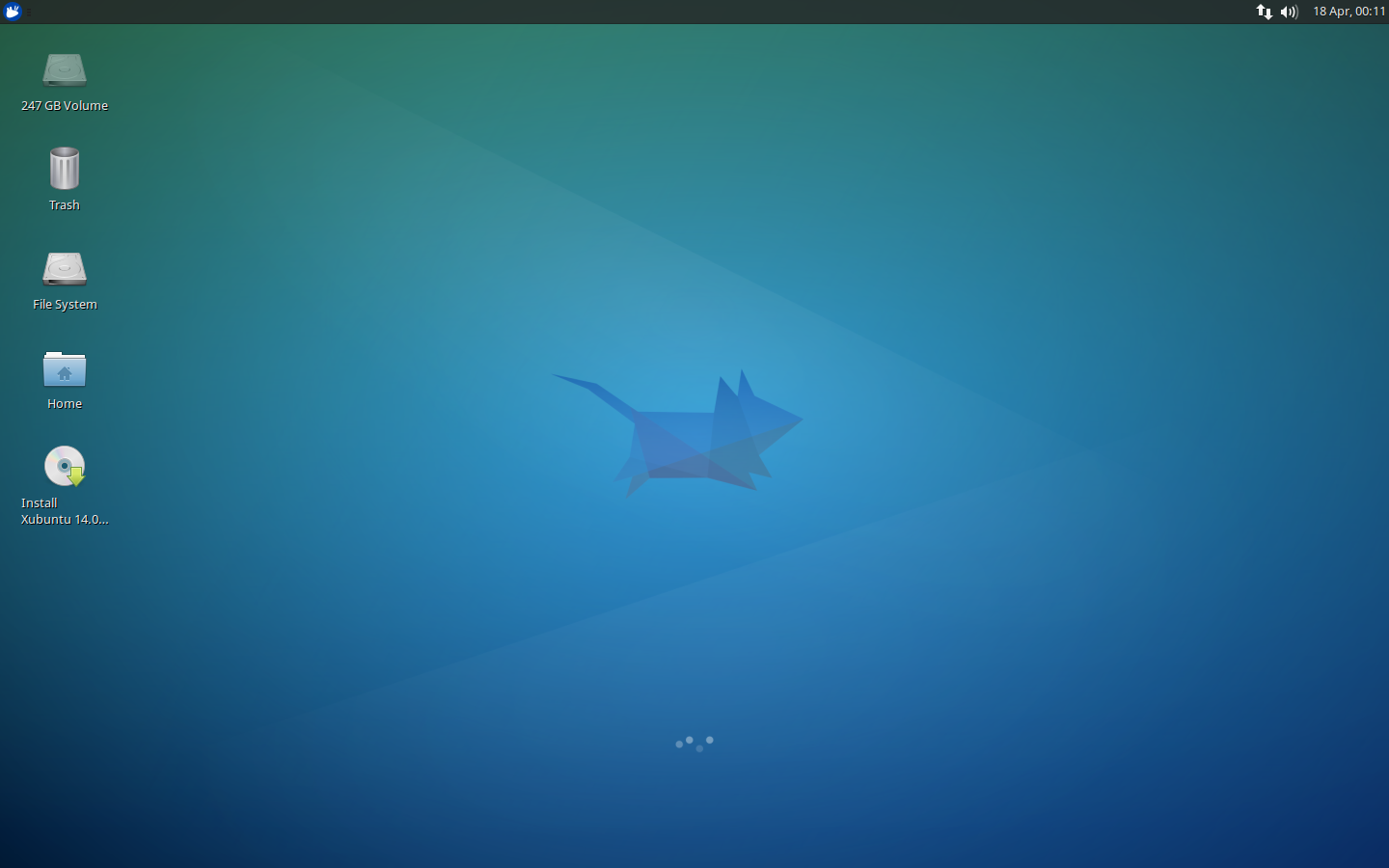
Xubuntu 14.04 LTS Trusty Tahr

Xubuntu 14.04はLTS版で、2014年4月17日にリリースされた。このリリース、Mugshotアカウントプロフィールエディタ、Menulibreメニューエディタ、Light-lockerスクリーンロックなどが含まれている。

### Xubuntu 14.10

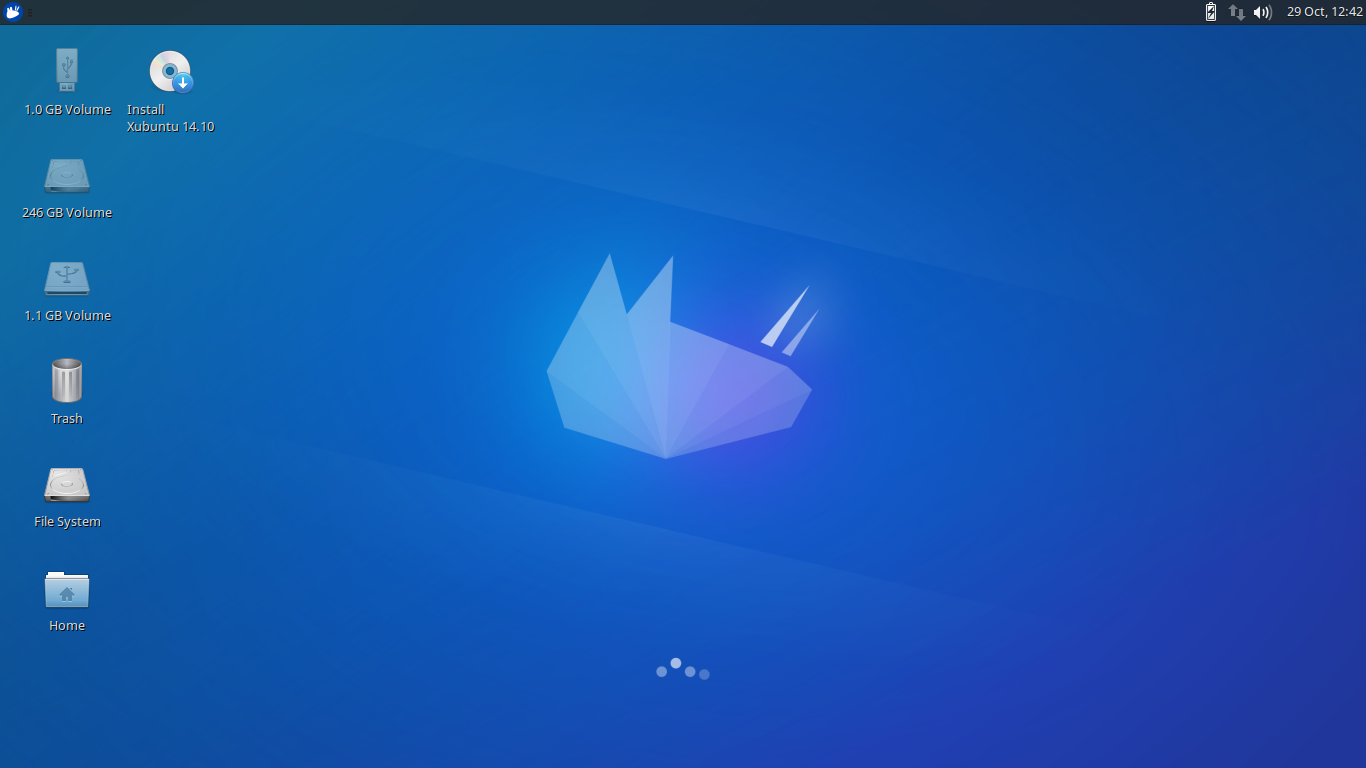
Xubuntu 14.10 Utopic Unicorn

Xubuntu 14.10は、2014年10月23日にリリースされた。このリリースに含まれる新機能は少なく、この中にはXfce Power Managerプラグインの追加などがある。

### Xubuntu 15.04

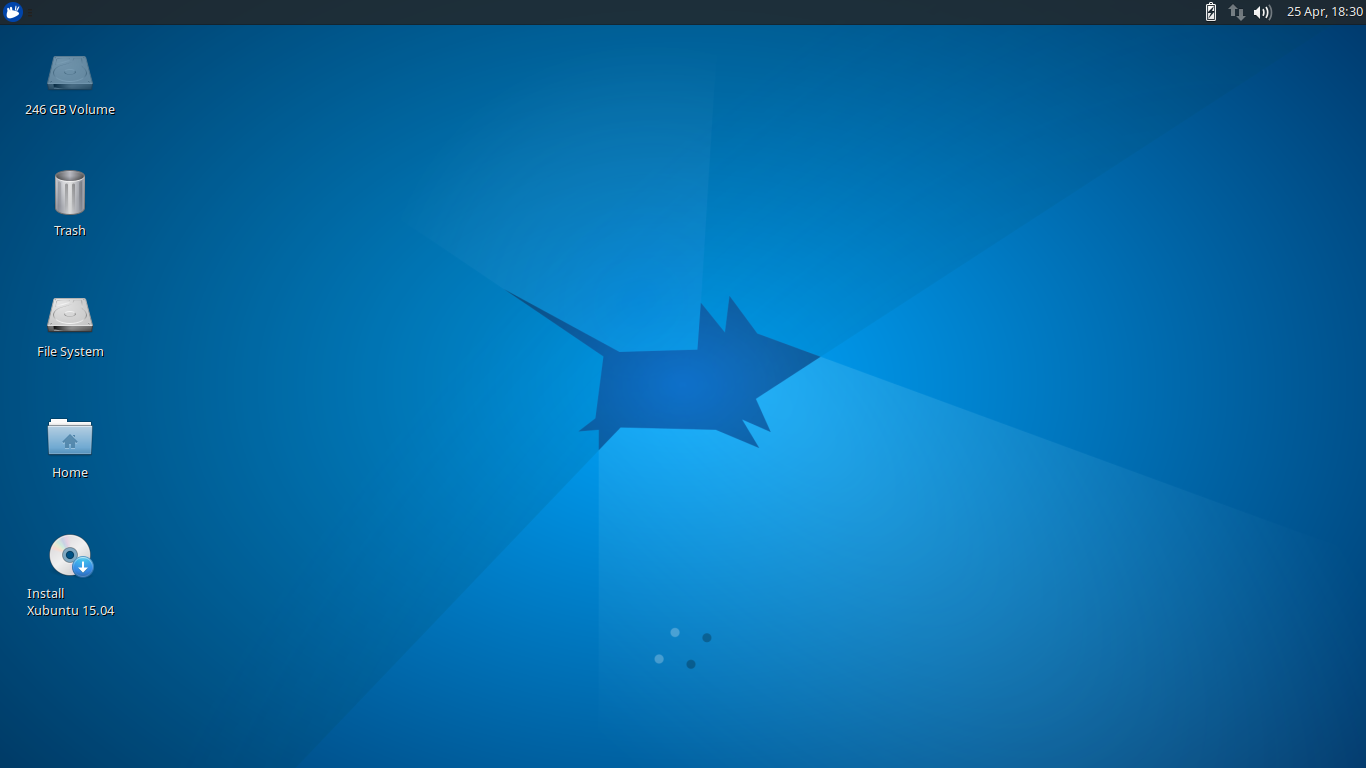
Xubuntu 15.04 Vivid Vervet

Xubuntu 15.04は、2015年4月23日にリリースされた。このリリースは、Xfce 4.12を用いており、新たなカラースキームが含まれている。

### Xubuntu 15.10

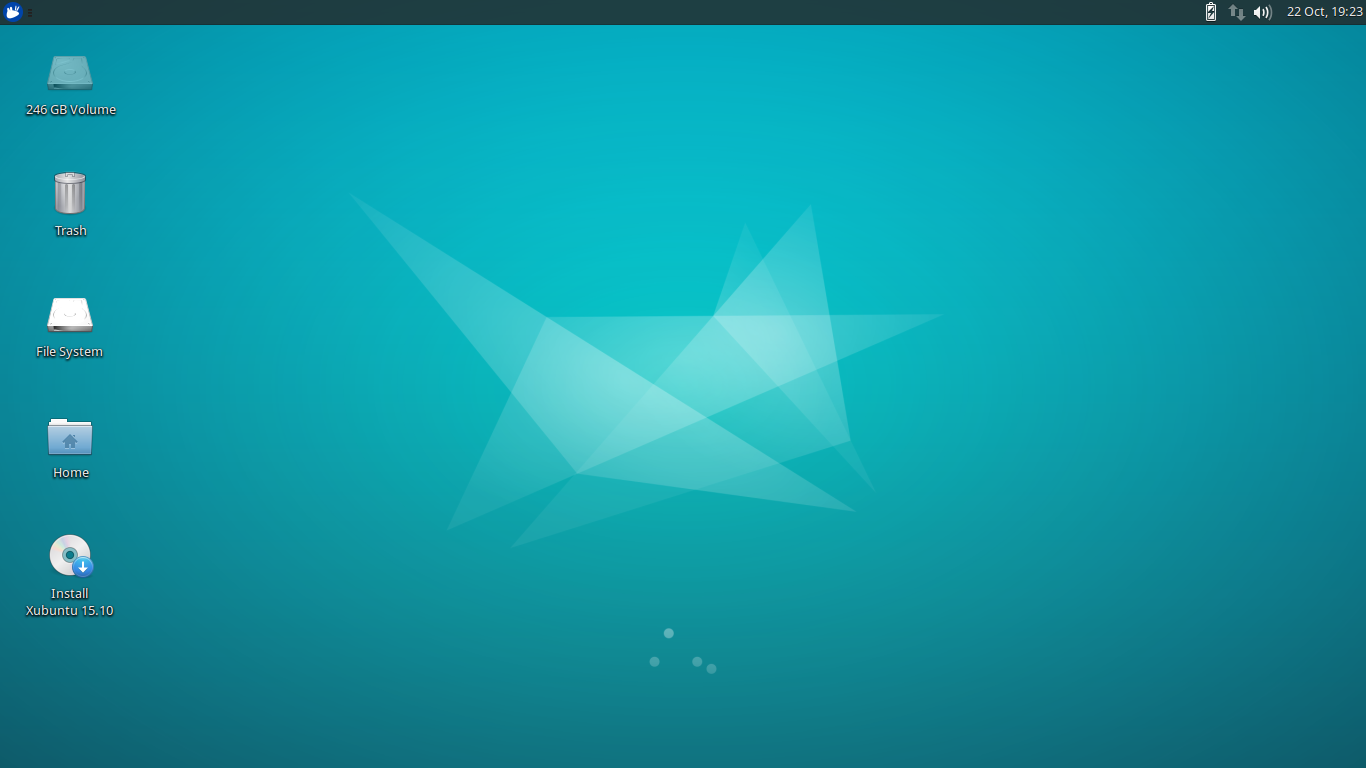
Xubuntu 15.10 Wily Werewolf

Xububtu 15.10は、2015年10月22日にリリースされた。このリリースには、Xfce4 Panel Switchがパネルレイアウトのバックアップとリストアのために含まれている。また、AbiwordとGnumericがLibreOfficeに置き換えられている。

### Xubuntu 16.04 LTS

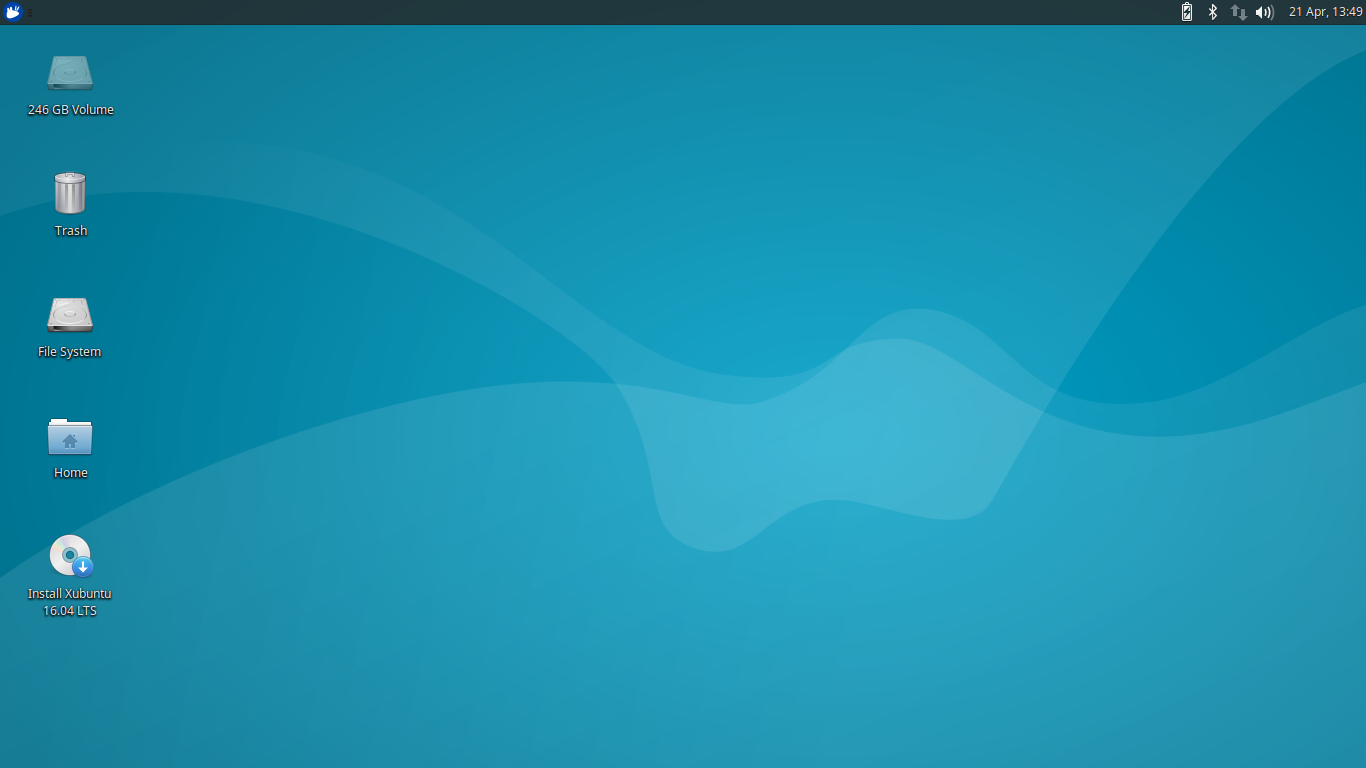
Xubuntu 16.04 LTS Xenial Xerus

Xubuntu 16.04はLTS版で、2016年4月21日にリリースされた。このリリースでは、Ububtu 16.04と同様に、UbuntuソフトウェアセンターがGNOME Softwareに置き換えられている。

### Xubuntu 16.10

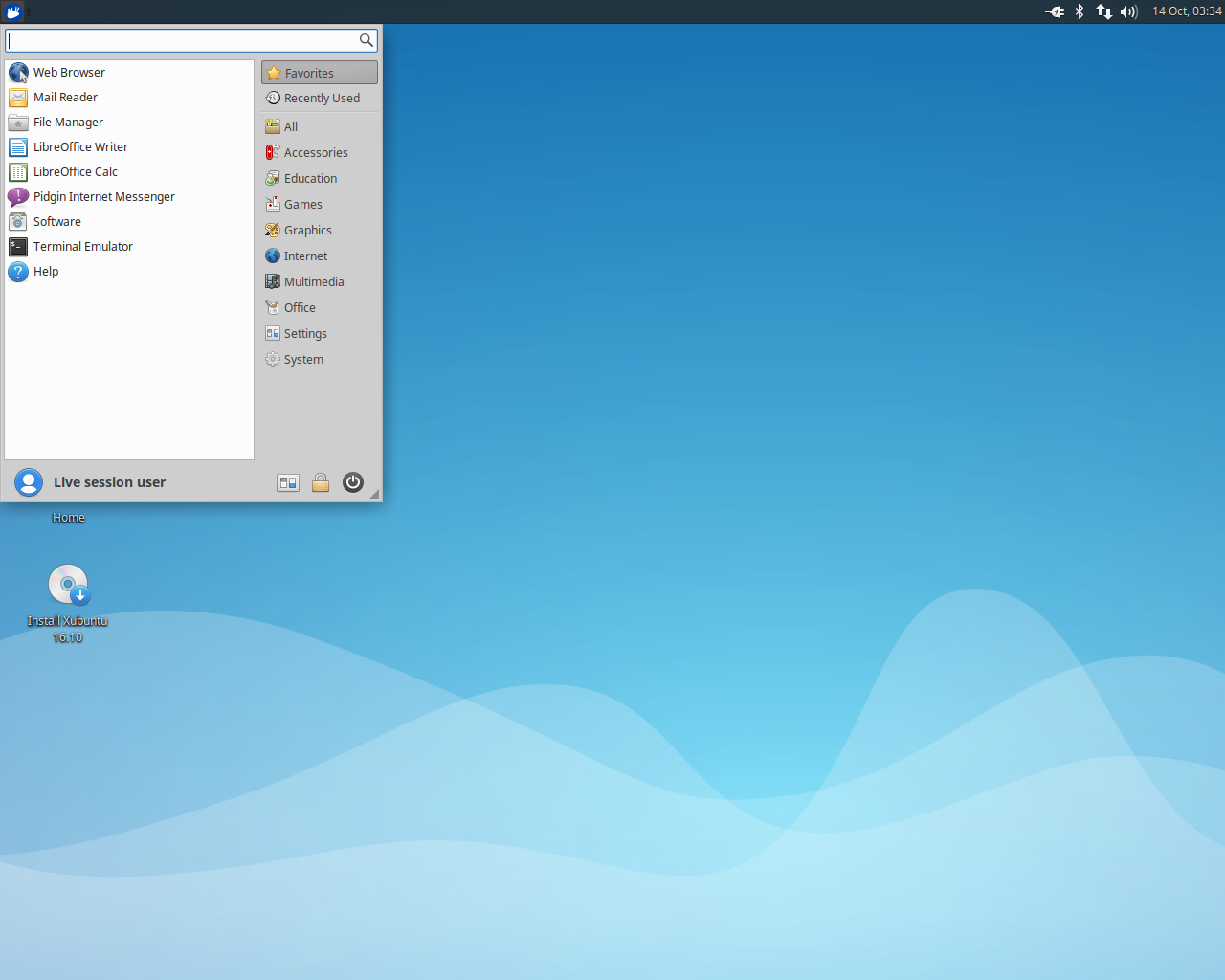
Xubuntu 16.10 Yakkety Yak

Xubuntu 16.10は、2016年10月13日にリリースされた。このリリースでは、目に見える変更は少ないが、XubuntuのGTK3に向けた移行の作業が進められている。

### Xubuntu 17.04

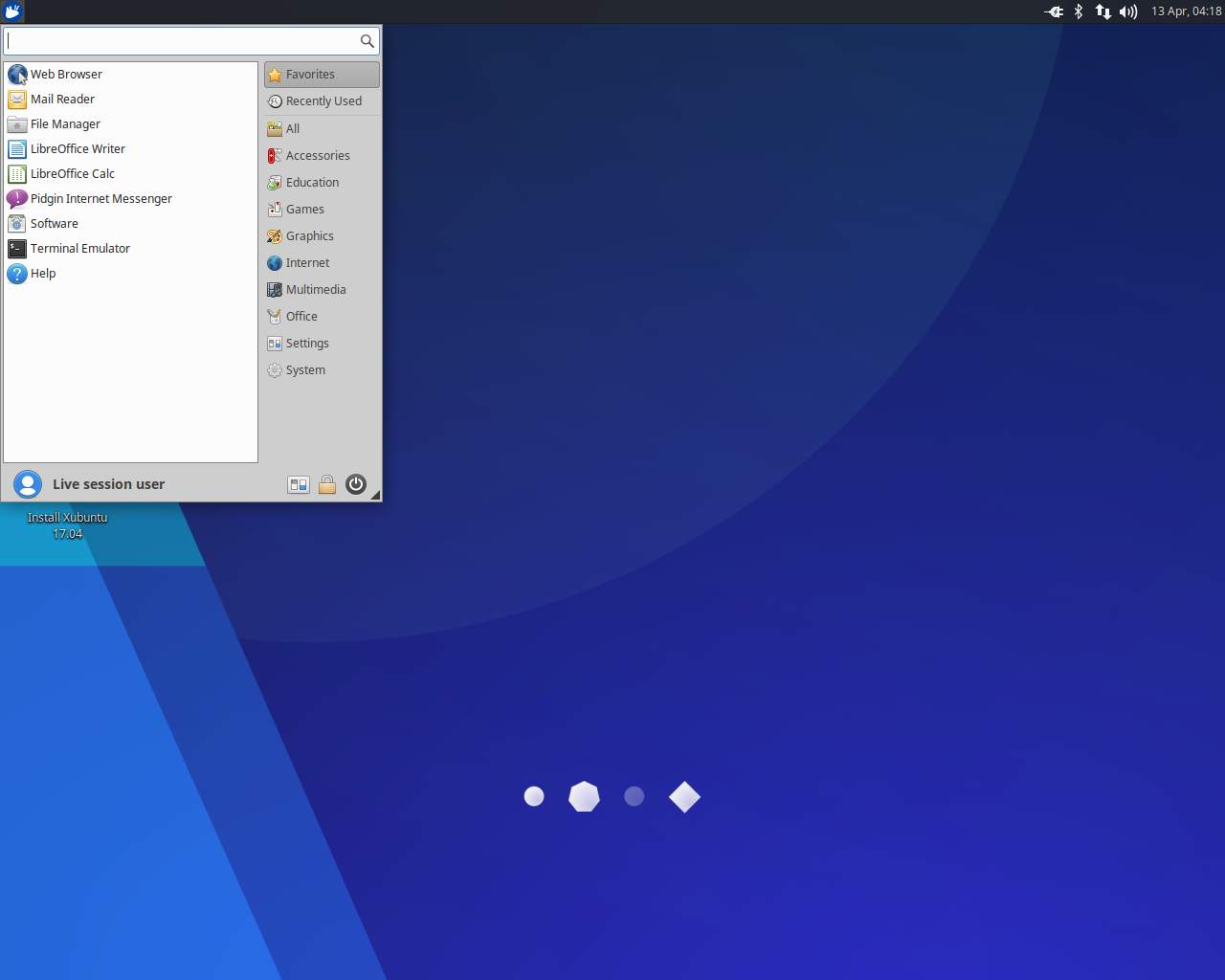
Xubuntu 17.04 Zesty Zapus

Xubuntu 17.04は、2017年4月13日にリリースされた。このリリースでも、XfceターミナルなどのGTK3への移行が進められている。

### Xubuntu 17.10

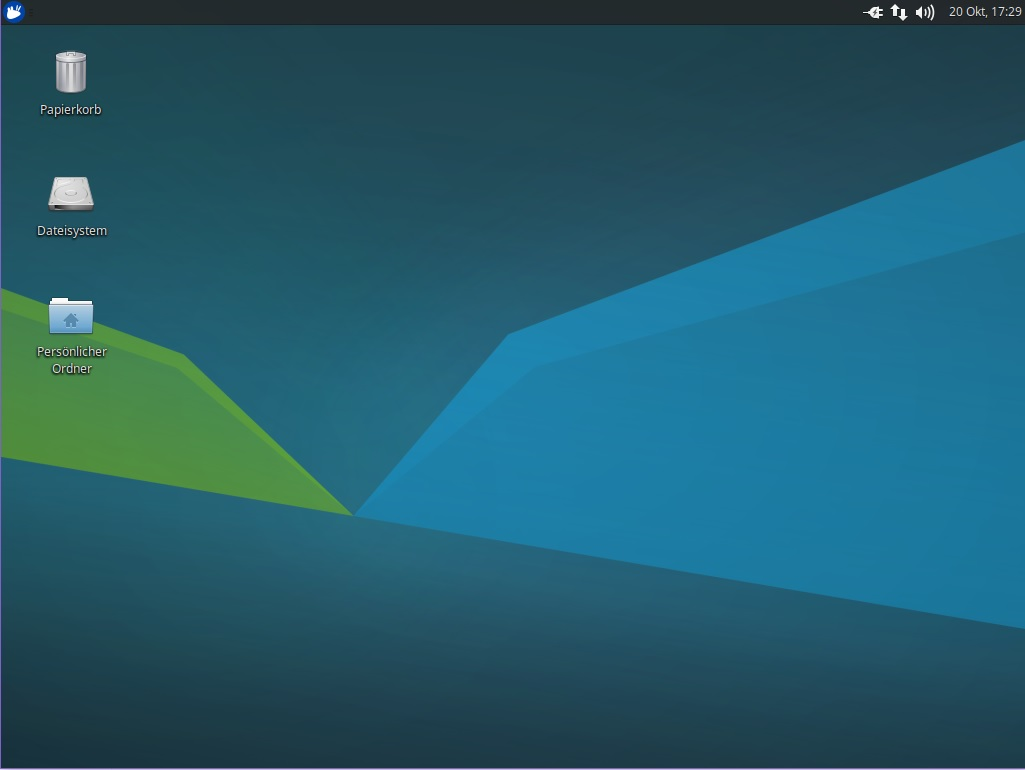
Xubuntu 17.10 Artful Aardvark

Xubuntu 17.10は、2017年10月19日にリリースされた。このリリースでは、Greybird GTKテーマの改善などが含まれている。

### Xubuntu 18.04 LTS

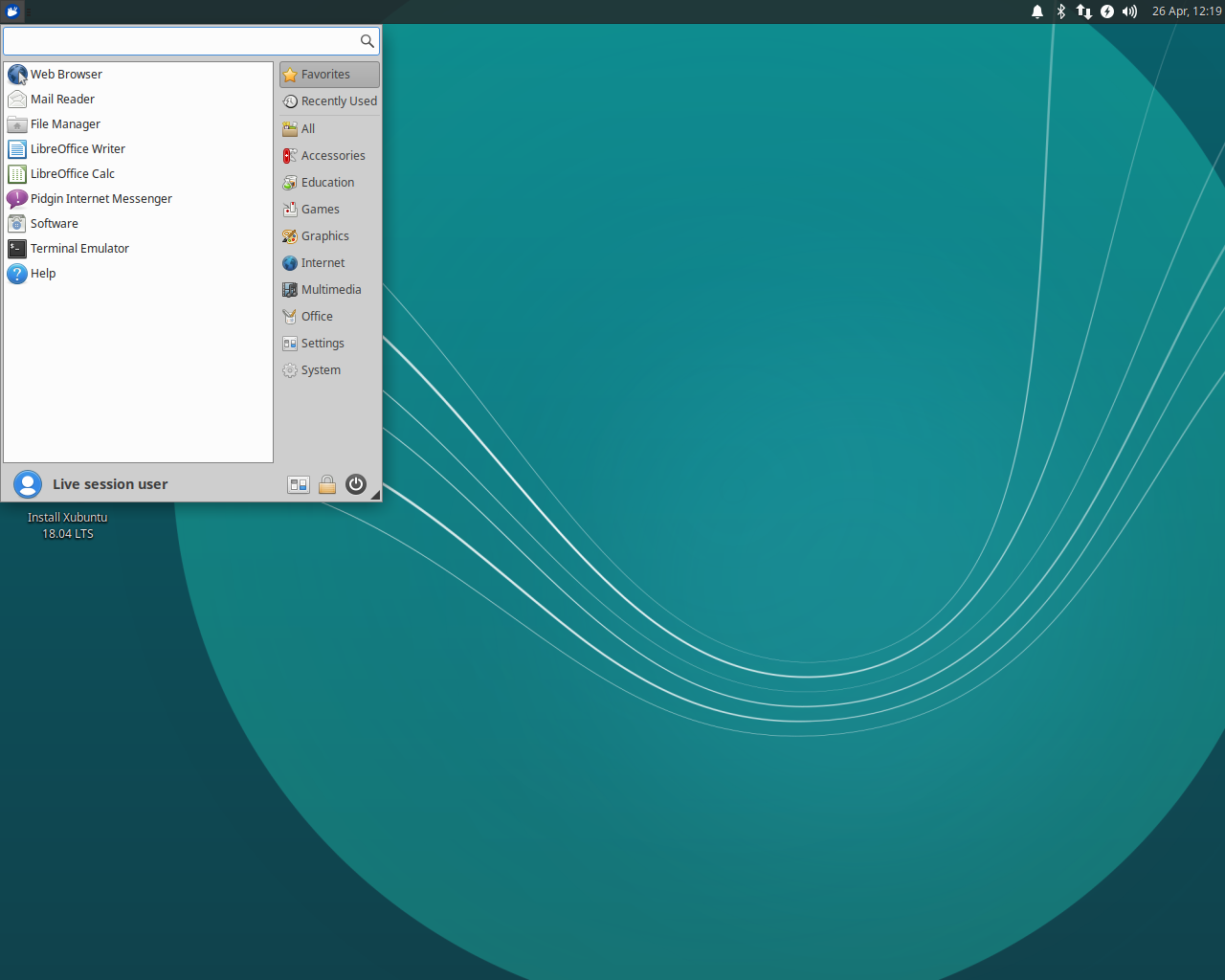
Xubuntu 18.04 LTS Bionic Beaver

Xubuntu 18.04はLTS版で、2018年4月26日にリリースされた。このリリースではHiDPPIがサポートされ、EvinceがAtrilに置き換えられたほか、GNOME File ROllerがEngrampaに、またGNOME CalculatorがMATE Calculatorに置き換えられている。また、このリリースにおけるシステム要件は、1GBのRAMと20GBのハードディスク空き容量となった。

### Xubuntu 18.10

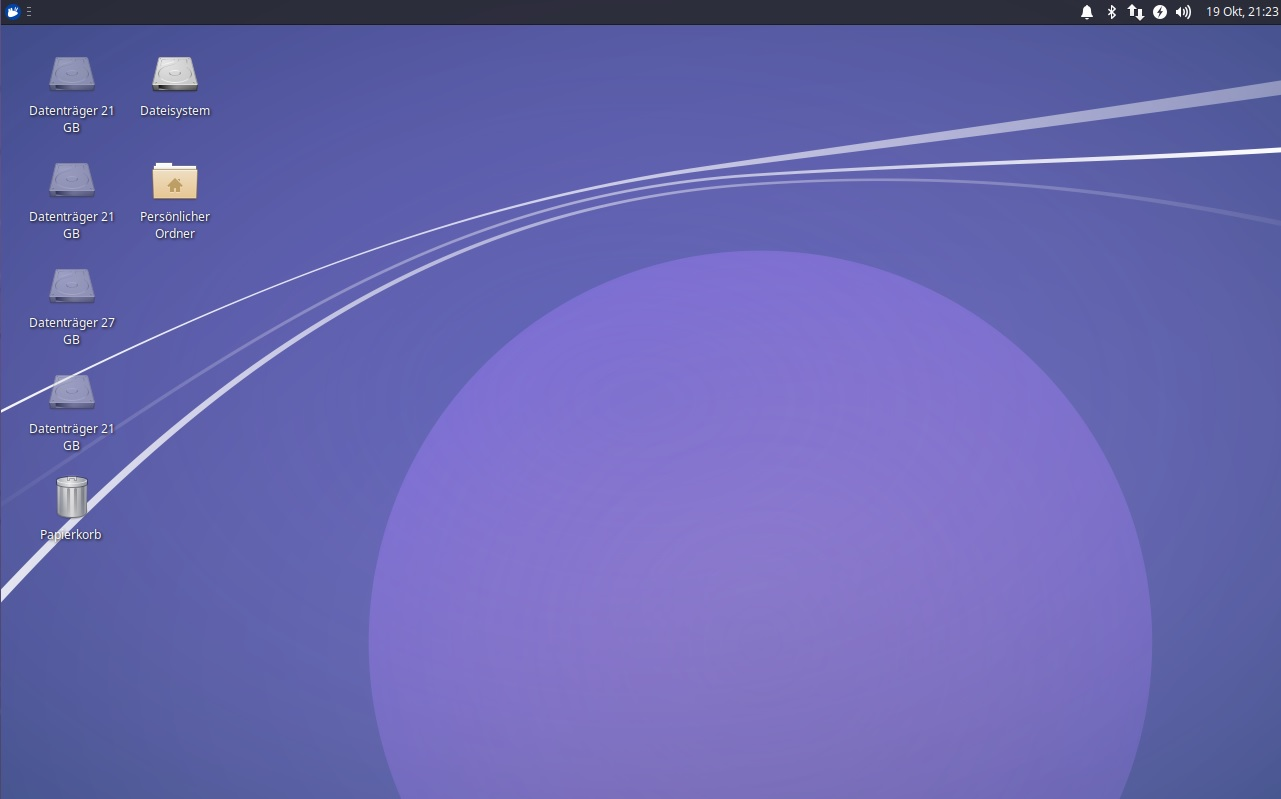
Xubuntu 18.10 Cosmic Cuttlefish

Xubuntu 18.10は、2018年10月18日にリリースされた。このリリースでは、ウィンドウマネージャの見た目に対する改善などが行われている。

### Xubuntu 19.04

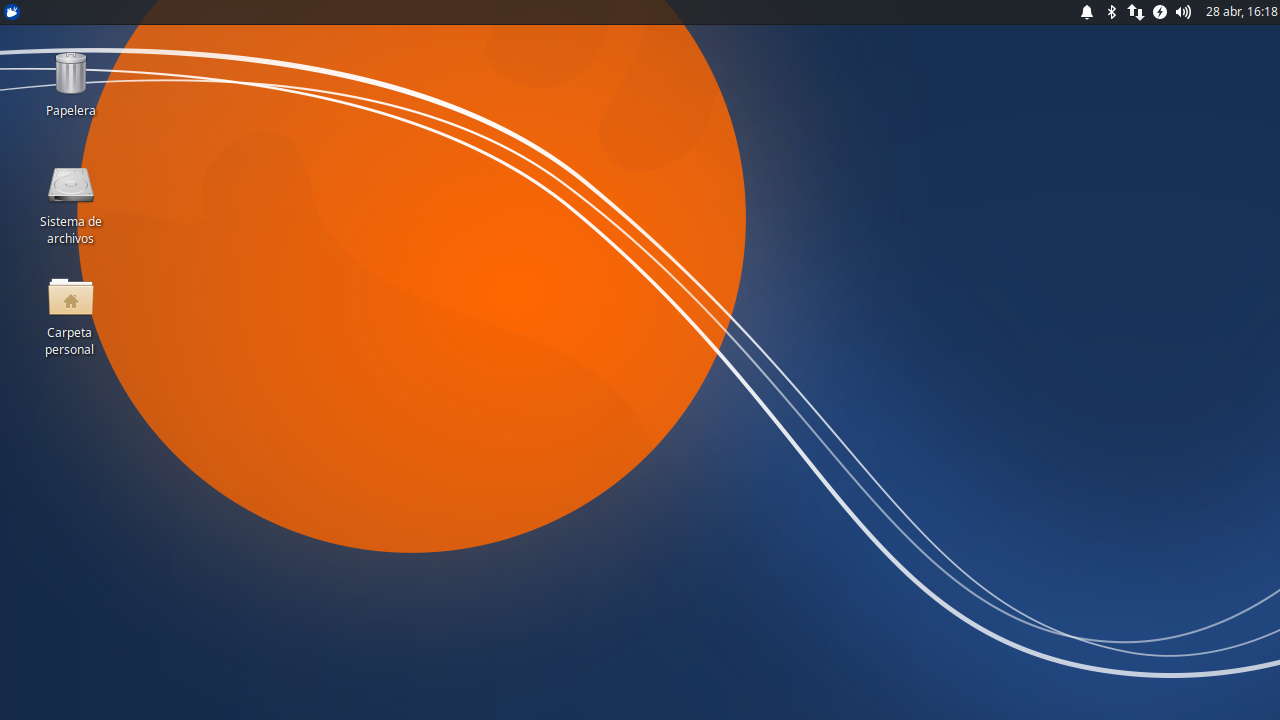
Xubuntu 19.04 Disco Dingo

Xubuntu 19.04は、2019年4月18日にリリースされた。このバージョンから、Xubuntuの32ビットISOイメージは提供されていない。また、このリリースでは、GIMP、LibreOffice Impress、Drawなどが新たに含まれる一方、AptURLとOrageは削除された。

### Xubuntu 19.10

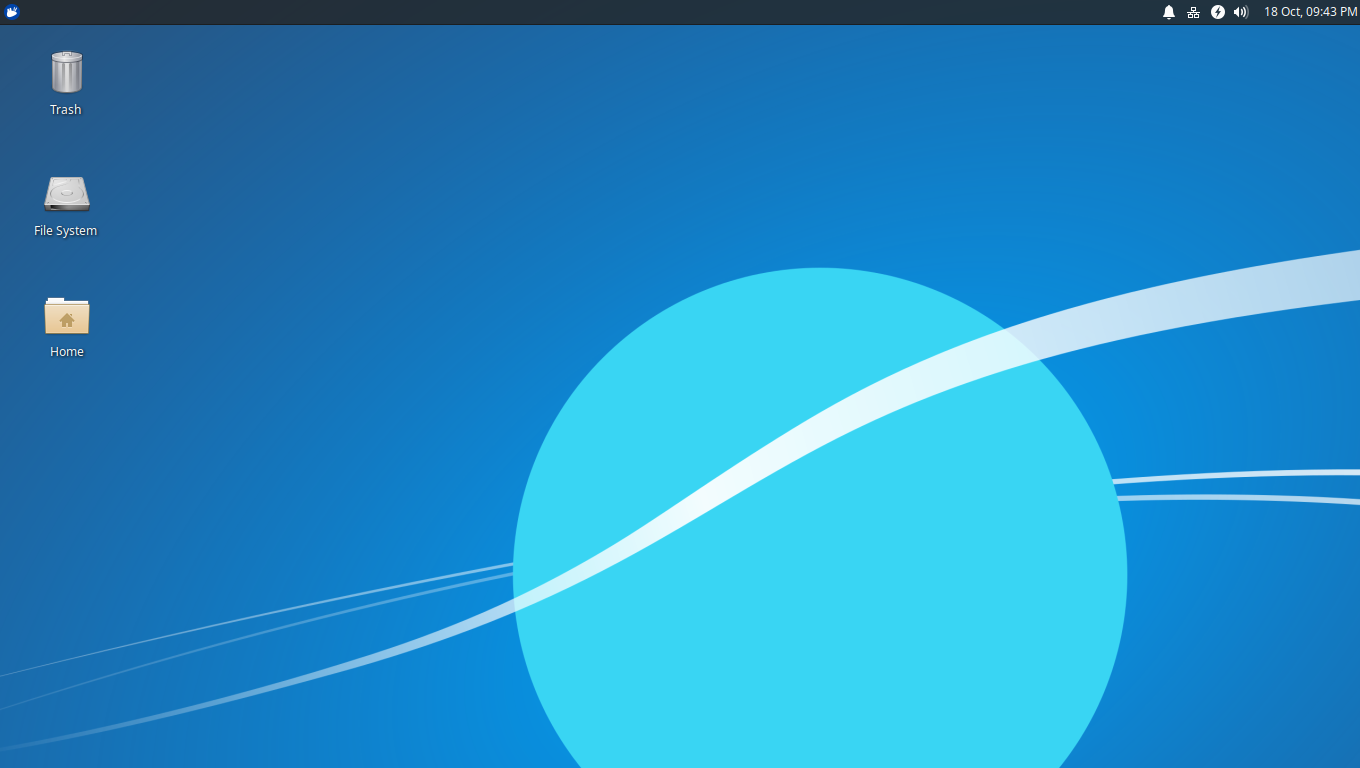
Xubuntu 19.10 Eoan Ermine

Xubuntu 19.10は、2019年10月17日にリリースされた。このバージョンはXfce 4.14を含み、新たなキーボードショートカットや、ZFSファイルシステム、LVMなどが含まれている。

### Xubuntu 20.04 LTS

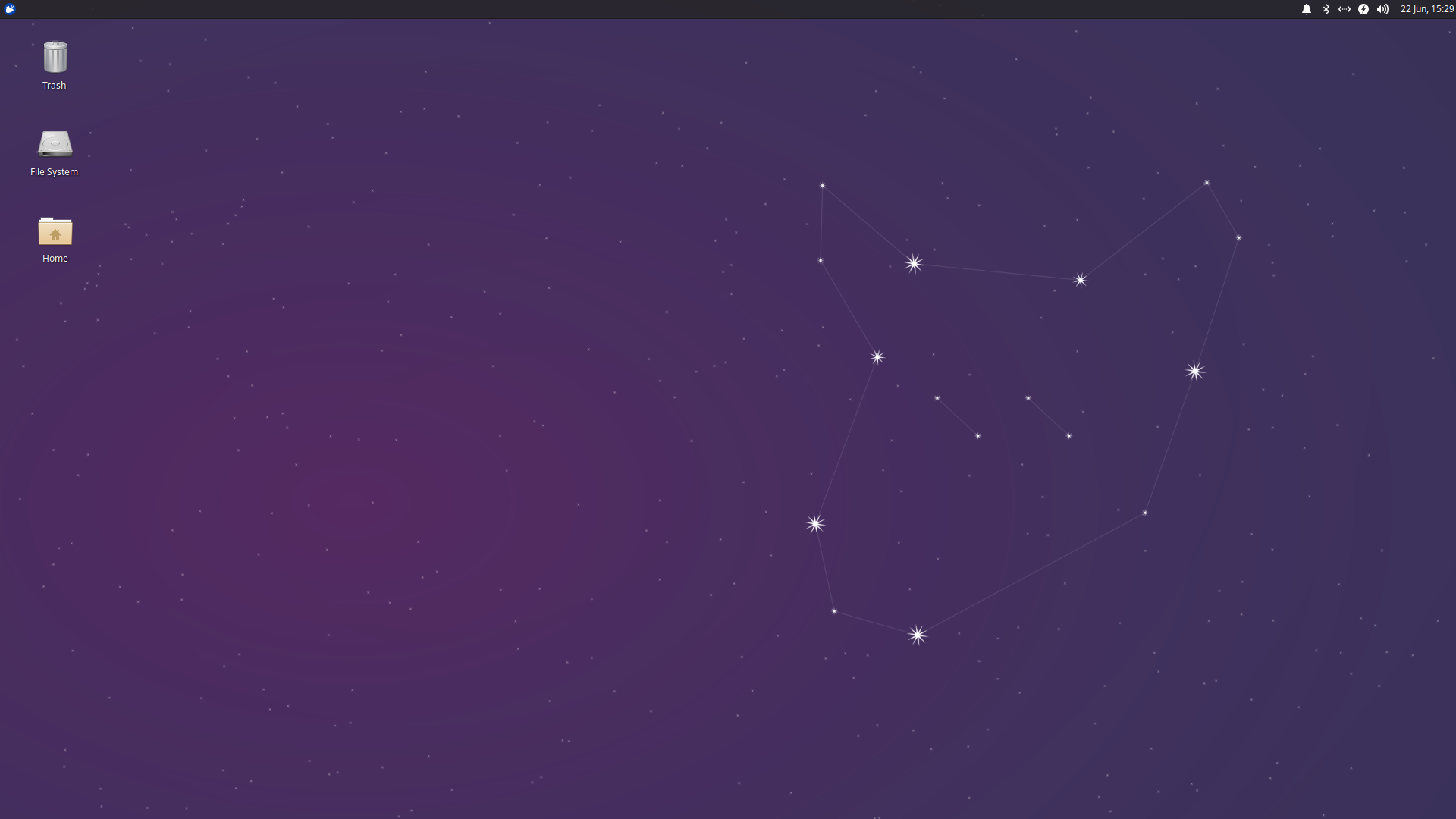
Xubuntu 20.04 Focal Fossa

Xubuntu 20.04はLTS版で、2020年4月23日にリリースされた。

### Xubuntu 20.10

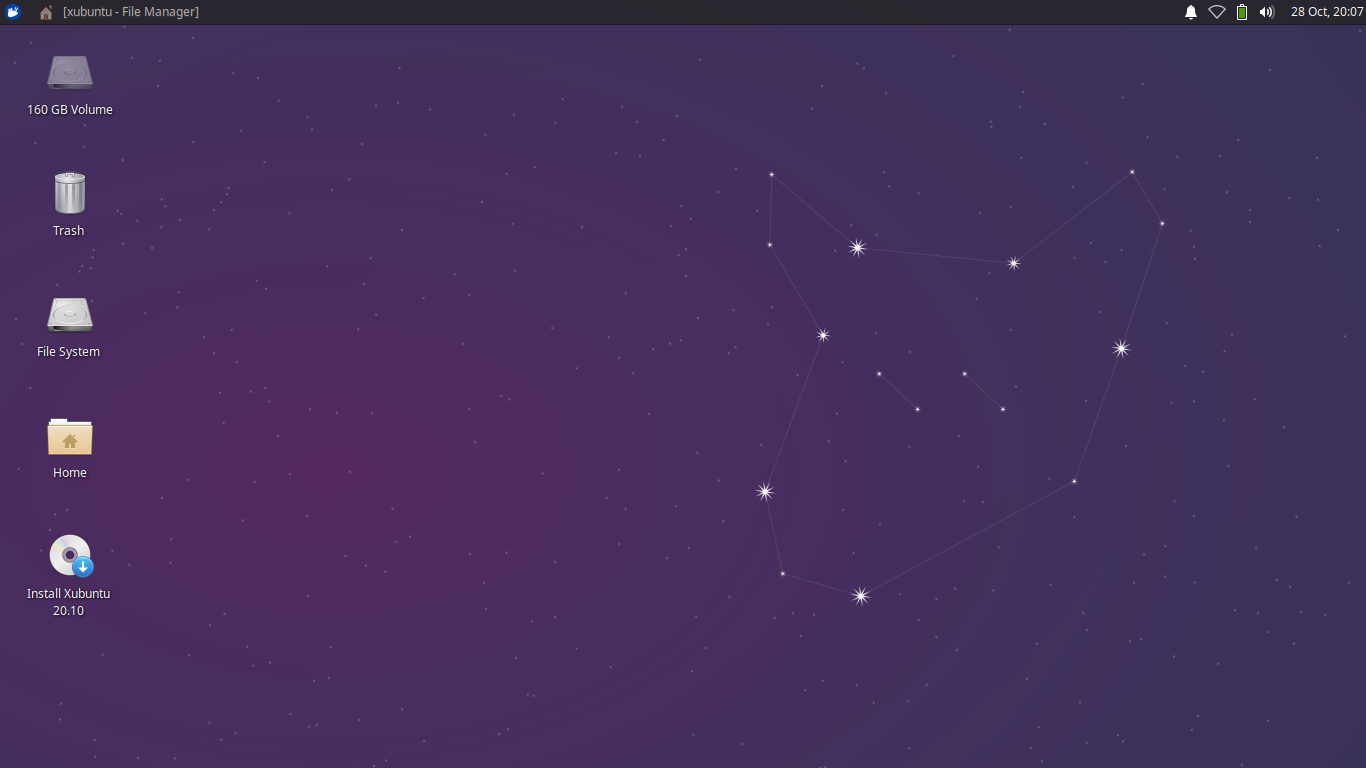
Xubuntu 20.10 Groovy Gorilla

Xubuntu 20.10は2020年10月26日にリリースされた。

## リリース履歴
Ubuntu とほぼ同時にリリースされる。
| 最新のリリース | サポート終了したリリース | サポート中のリリース | 将来のリリース |

| バージョン | コードネーム      | リリース日     | サポート期限  | 備考                                                 |
| ---------- | ----------------- | -------------- | ------------- | ---------------------------------------------------- |
| 5.10       | Breezy Badger     | 2005年10月13日 | 2007年4月13日 | パッケージのみ                                       |
| 6.06 LTS   | Dapper Drake      | 2006年1月1日   | 2009年1月     | 公式で最初のリリース、長期サポート版（3年間）        |
| 6.10       | Edgy Eft          | 2006年10月26日 | 2008年4月     |                                                      |
| 7.04       | Feisty Fawn       | 2007年4月19日  | 2008年10月    |                                                      |
| 7.10       | Gutsy Gibbon      | 2007年10月18日 | 2009年4月     |                                                      |
| 8.04 LTS   | Hardy Heron       | 2008年4月24日  | 2011年4月     | 長期サポート版（3年間）                              |
| 8.10       | Intrepid Ibex     | 2008年10月30日 | 2010年4月     |                                                      |
| 9.04       | Jaunty Jackalope  | 2009年4月23日  | 2010年10月    |                                                      |
| 9.10       | Karmic Koala      | 2009年10月29日 | 2011年4月     |                                                      |
| 10.04 LTS  | Lucid Lynx        | 2010年4月29日  | 2013年4月     | 長期サポート版（3年間）                              |
| 10.10      | Maverick Meerkat  | 2010年10月10日 | 2012年4月     |                                                      |
| 11.04      | Natty Narwhal     | 2011年4月28日  | 2012年10月    | Unityの代わりにDockランチャーを採用                  |
| 11.10      | Oneiric Ocelot    | 2011年10月13日 | 2013年4月     |                                                      |
| 12.04 LTS  | Precise Pangolin  | 2012年4月26日  | 2015年4月     | 長期サポート版（3年間）                              |
| 12.10      | Quantal Quetzal   | 2012年10月18日 | 2014年4月     | Xfce 4.10                                            |
| 13.04      | Raring Ringtail   | 2013年4月25日  | 2014年1月     | この版から非LTSのサポート期間が18ヶ月から9ヶ月に変更 |
| 13.10      | Saucy Salamander  | 2013年10月17日 | 2014年7月     |                                                      |
| 14.04 LTS  | Trusty Tahr       | 2014年4月17日  | 2017年4月     | 長期サポート版（3年間）                              |
| 14.10      | Utopic Unicorn    | 2014年4月23日  | 2015年1月     |                                                      |
| 15.04      | Vivid Vervet      | 2015年4月23日  | 2016年1月     |                                                      |
| 15.10      | Wily Werewolf     | 2015年10月22日 | 2016年7月     |                                                      |
| 16.04 LTS  | Xenial Xerus      | 2016年4月21日  | 2019年4月     | 長期サポート版（3年間）                              |
| 16.10      | Yakkety Yak       | 2016年10月13日 | 2017年7月     |                                                      |
| 17.04      | Zesty Zapus       | 2017年4月13日  | 2018年1月     |                                                      |
| 17.10      | Artful Aardvark   | 2017年10月19日 | 2018年7月     |                                                      |
| 18.04 LTS  | Bionic Beaver     | 2018年4月26日  | 2021年4月     | 長期サポート版（3年間）                              |
| 18.10      | Cosmic Cuttlefish | 2018年10月18日 | 2019年7月     |                                                      |
| 19.04      | Disco Dingo       | 2019年4月18日  | 2020年1月     |                                                      |
| 19.10      | Eoan Ermine       | 2019年10月17日 | 2020年7月     |                                                      |
| 20.04 LTS  | Focal Fossa       | 2020年4月23日  | 2023年4月     | 長期サポート版（3年間）                              |
| 20.10      | Groovy Gorilla    | 2020年10月26日 | 2021年7月     |                                                      |
| 21.04      | Hirsute Hippo     | 2021年4月22日  | 2022年1月     |                                                      |
| 21.10      | Impish Indri      | 2021年10月14日 | 2022年7月     |                                                      |
| 22.04 LTS  | Jammy Jellyfish   | 2022年4月21日  | 2025年4月     | 長期サポート版（3年間）                              |
| 22.10      | Kinetic Kudu      | 2022年10月20日 | 2023年7月     |                                                      |
| 23.04      | Lunar Lobster     | 2023年4月20日  | 2024年1月     |                                                      |
| 23.10      | Mantic Minotaur   | 2023年10月12日 | 2024年7月     |                                                      |
| 24.04      | Noble Numbat      | 2024年4月25日  | 2027年4月     | 長期サポート版（3年間）                              |
| 24.10      | Oracular Oriole   | 2024年10月10日 | 2025年7月     | 最新リリース                                         |
| 25.04      | Plucky Puffin     | 2025年4月17日  | 2026年1月     | 最新リリース                                         |

## インストール方法
以下の方法でインストールできる。
- CD/DVDメディアやUSBからの新規インストール
- Ubuntu系のディストリビューションをインストールした後、パッケージ「xubuntu-desktop」を追加

## 日本語化
Xubuntuは現在標準で日本語に対応している。ユーザ個人で Ubuntu Japanese Team が Ubuntu 向けに用意しているローカライズパッケージを導入することもできる。これにより、Ubuntu Japanese Team が配布している Ubuntu 日本語 Remix 版と同等のソフトウェアがインストールされ、日本語化が容易になる。
このほかに、 Xubuntu を非公式に日本語化した Live CD も存在する。

## 派生版

### eeeXubuntu
XubuntuをEee PC専用に調整したeeeXubuntu（イー ズブントゥ）というディストリビューションが存在していた。

### ChaletOS
ChaletOSは、Windowsに似た操作性でWineを標準搭載し、Windowsアプリも動作する。

### Voyager
Voyagerは、Xfceを採用しているフランスのOSで、独自の変更を加えたMacOS風の画面が美しい。32bit版と64bit版のほか、Debian (安定版) を母体とするものがある。